# 묘지 근처
묘지 근처는 1999년 발표된 윤흥길의 소설이다.
이 작품은 『소라단 가는 길』이라는 작품집에 실린 11편의 연작 소설 중 하나이다. 이 연작 소설은 환갑을 목전에 둔 초등학교 동창생들이 초등학교 운동장에 모여 저마다 겪은 한국 전쟁과 관련된 이야기를 돌아가며 하는 형식으로 되어 있다. 그 중 「묘지 근처」는 '유만재'라는 인물이 겪은 어린 시절의 이야기이다.